# Bitwa pod Staszowem
Bitwa pod Staszowem – zwycięska dla Polaków potyczka powstania styczniowego, stoczona 17 lutego 1863 roku.

## Tło historyczne
Po potyczce pod Świętym Krzyżem, i przejściowym zajęciu Rakowa, Marian Langiewicz podjął decyzję o wymarszu na południe. Zdecydował się więc na zajęcie Staszowa, gdzie liczył na uzupełnienia prowiantu (i powstańczej kasy) oraz stanu osobowego powstańców. Istotnie, spotkał się z entuzjastycznym przyjęciem miejscowej ludności (za który później na miasto spadły represje, w tym wywózki). Sam dyktator rozlokował się w domu propinatora Lewandowskiego. 
15 lutego 1863 roku odbył się w mieście przegląd oddziałów. Przed Langiewiczem i nowo mianowanym generałem Stanisławem Krzesimowskim przedefilowały trzy bataliony piechoty majorów: Czachowskiego, Koryckiego i Pióro oraz kawaleria majora Ulatowskiego. Bateria artylerii, na którą składały się 4 wiwatówki bez lawet, wożona był na wozach jako niezdatna do użytku. Do partii Langiewicza przyłączyły się też niewielkie grupy ochotników, w tym grupka osób przedzierających się z Galicji. Wśród nich była między innymi Anna Henryka Pustowójtówna, która otrzymała przydział do oddziału Czachowskiego. Kolorytu oddziałowi Langiewicza przydawała orkiestra wojskowa Tyrolczyków, czy też, wedle innych przypuszczeń, Czechów.

## Przebieg walk
Poczynania Langiewicza nie uszły uwadze majora Zagrzażskiego (Zagriażskiego). Dwa dni później nadszedł on, w sile kompanii piechoty i szwadronu dragonów, pod miasto od południowego zachodu, od strony przedmieścia Staszówek, który Rosjanie bardziej raczej dla efektu, aniżeli wojskowej potrzeby spalili. Na tym jednak sukcesy Rosjan zakończyły się. Oddział rosyjski został bowiem powstrzymany salwami przygotowanych, ustawionych na wzgórzu Polaków. Obie strony ostrzeliwały się bezradnie przez kilka godzin, przedzielone rzeczką Czarną, Rosjanie nie mieli bowiem pomysłu na sforsowanie pozycji polskich, a Polacy, z braku artylerii i silnej kawalerii, nie mogli pokusić się o ostatecznie rozbicie przeciwnika. Dysproporcja strat była jednak na tyle duża na niekorzyść zaborcy, że w partii Langiewicza ułożono na ten temat piosenkę wojskową. W mieście spaliło się kilkadziesiąt domów.

## Epilog
Rosjanie odstąpili od miasta, uchodząc w stronę Stopnicy. Langiewicz zdawał jednak sobie sprawę, że wkrótce powrócą w silniejszym składzie i że miasta nie utrzyma. Następnego dnia wyszedł więc z niego, kierując się na Kielce, zwłaszcza że otrzymał zachęcające informacje na temat sytuacji i nastrojów w tym mieście i jego okolicy. Najbliższy nocleg urządził we wspomnianym Rakowie. 
W wolnej Polsce potyczka nie została w Staszowie w żaden specjalny sposób upamiętniona, natomiast jedną z ulic nazwano imieniem Langiewicza. Na cmentarzu przy kościele św. Bartłomieja zachowała się mogiła powstańców.